# Nova Vîhoda (Hlîbociîțea), Jîtomîr
Nova Vîhoda (în ucraineană Нова Вигода) este un sat în comuna Hlîbociîțea din raionul Jîtomîr, regiunea Jîtomîr, Ucraina.

## Demografie
Componența lingvistică a localității Nova Vîhoda
     Ucraineană (98,9%)
Conform recensământului din 2001, majoritatea populației localității Nova Vîhoda era vorbitoare de ucraineană (98,9%), existând în minoritate și vorbitori de polonă (1,1%).